# Sloboda okupljanja
Sloboda okupljanja pripada u ljudska prava, koja spadaju u kategoriju političkih prava.
Sloboda okupljanja dozvoljava okupljanje ljudi u društvima u koja štite ljudska prava i usko je povezana s slobodom govora.
Uključuje i vjerske skupove prilikom manifestacije religije.